# Cueva Lechuguilla

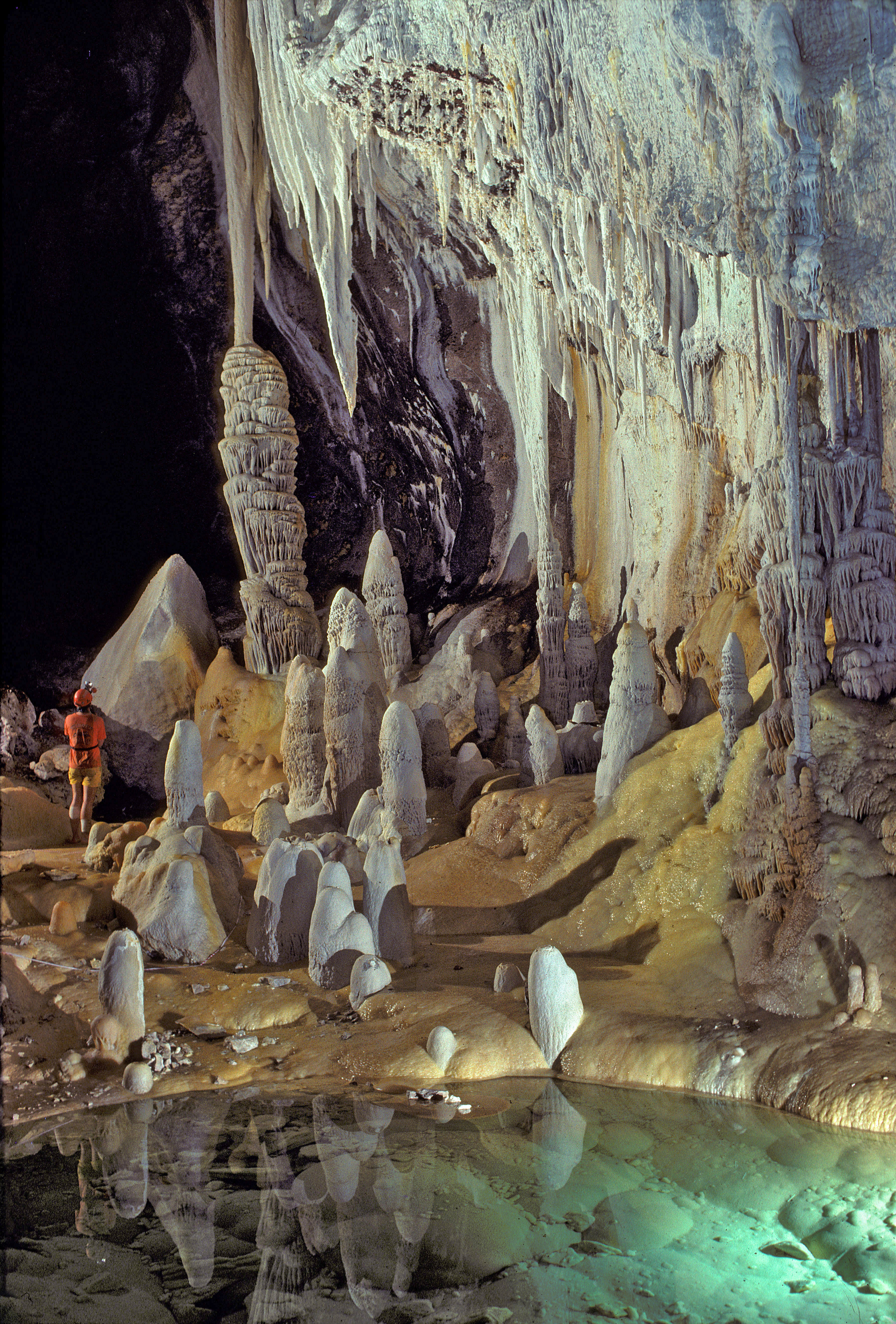
Estalagmitas y estalactitas de la cueva Lechuguilla.

La cueva Lechuguilla es una cueva de los Estados Unidos, que con una longitud de 223 km es hasta ahora la quinta cueva más larga conocida en el mundo, y la más profunda en los Estados Unidos continentales, con 489 m. La cueva es aún más famosa por su geología inusual, formaciones extraordinarias, y su condición de ancestral e inexplorada.
Su nombre proviene de la lechuguilla, una planta encontrada cerca de su entrada. Está situada en el parque nacional de las Cavernas de Carlsbad, del estado de Nuevo México. El acceso a la cueva se limita a los investigadores científicos autorizados, los equipos de examen y exploración, y los correspondientes a los gestionados por el Servicio de Parques Nacionales, perteneciente al Departamento de Interior del Gobierno de los Estados Unidos.

## Historia de la exploración
La cueva Lechuguilla se conocía desde 1986 históricamente como un sitio bastante insignificante en el parque. Las cantidades pequeñas de guano de murciélago encontradas fueron destruidas por la demanda de paso de entrada por un año a la explotación minera de la cueva, según archivo de 1914. La histórica cueva contenía, a 27 metros de la entrada, el conocido como Agujero de la Miseria, que conducía a 122 metros de pasajes sin salida.
La cueva fue poco visitada después de que cesara la actividad minera. Sin embargo, en los años 1950 los espeleólogos oyeron el rugir del viento en el fondo del escombro del piso de la cueva. Aunque no había una ruta obvia, se concluyó que existía un pasaje debajo del escombro. Un grupo de espeleólogos de Colorado obtuvo el permiso del Servicio de Parques Nacionales y comenzó a cavar en 1984. El descubrimiento del gran pasadizo ocurrió el 26 de mayo de 1986.
Desde 1986, los exploradores han trazado 196 kilómetros de pasadizos y han agrandado la profundidad de la cueva a 489 m, situándola como la 5.ª cueva más larga del mundo (3.ª más larga en los Estados Unidos) y la cueva más profunda de piedra caliza del país. Espeleólogos, atraídos por la condición prístina y la extraordinaria belleza de la cueva, llegaron de todo el mundo para explorar y analizar sus pasadizos y geología.

## Geología
Pero la Cueva Lechuguilla ofrece mucho más que su gran tamaño, los espeleólogos descubrieron grandes cantidades de aljez, la piedra del yeso, y depósitos amarillo-limón de sulfuro. También, una gran variedad de raros depósitos minerales (espeleotema), algunos de los cuales nunca habían sido vistos antes en el mundo, incluido 6,1 metros de candelabros de yeso, 6,1 metros de formaciones con apariencia de pelos y barbas, 4,6 metros de estalactitas tubulares, globos de hidromagnesio, pisolitas o perlas de las cavernas, excéntricas subacuáticas, óxidos, U-lazos y J-lazos de yeso. La cueva de Lechuguilla sobrepasó a su hermana próxima, la Caverna de Carlsbad, en tamaño, profundidad, y en variedad de espeleotemas, aunque no se ha descubierto en la Cueva Lechuguilla ninguna sala tan grande como la Big Room de la Caverna Carlsbad.
La exploración científica se ha potenciado también. Es la primera vez que los científicos pueden estudiar en detalle cinco formaciones geológicas separadas del interior en una cueva de las Montañas de Guadalupe. La profusión de yeso y de sulfuro es de gran ayuda a la formación de la cueva por acción de la disolución del ácido sulfúrico. El agua de la zona, de carácter ácido debido al aire y al suelo fue penetrando en el antiguo arrecife existente en este lugar antes se secarse y elevarse, disolviendo la caliza, comenzando así el proceso que creó las grandes cámaras subterráneas. Al mismo tiempo, el sulfuro de hidrógeno fue ascendiendo desde los grandes depósitos de gas y petróleo del fondo del antiguo arrecife. Este gas se disolvió en las aguas subterráneas formando ácido sulfúrico. El gran poder corrosivo de esta sustancia explica la existencia de los amplios corredores
Así, esta caverna y las de Carlsbad se formaron del fondo hacia arriba, en contraste al mecanismo normal de arriba hacia abajo de la disolución del ácido carbónico de la cuevas convencionales.[1]
También se han encontrado en la cueva raras bacterias del tipo lithoautotrophic. Estas bacterias se alimentan del sulfuro, el hierro, y los minerales del manganeso y ayudan a agrandar la cueva y a determinar las formas de algunos espeleotemas inusuales. Otros estudios indican que algunos microbios encontrados pueden tener cualidades medicinales que pueden ser beneficiosas para los humanos.
La cueva de Lechuguilla se asienta debajo de un área del yermo del parque. Sin embargo, parece que los pasos de la cueva pueden extenderse fuera del parque en la zona adyacente de Bureau of Land Management (BLM). Una amenaza importante para la cueva es la perforación petrolífera propuesta del gas en tierra de BLM. Cualquier salida del gas o de los líquidos en los pasadizos de la cueva podía matar la vida de la misma o ser causa de explosiones.

## Película
La cueva fue mostrada en el documental Planeta Tierra  de la serie de la BBC, en el cuarto episodio, dedicado a las "cuevas", emitido el 22 de abril de 2007 y documentado por un equipo de científicos y de cineastas que exploran Lechuguilla incluyendo el Chandelier Ballroom en donde se encuentran los cristales más exquisitos. Fueron necesarios dos años para conseguir el permiso para filmar la cueva, siendo poco probable que las autoridades locales permitan que otro equipo lo consiga en el futuro.